# Wàngjiāng Xiàn
Wàngjiāng Xiàn o condado de Wàngjiāng es una localidad de la ciudad-prefectura de Anqing en la provincia de Anhui, República Popular China, con una población censada en noviembre de 2010 de 526 712 habitantes.
Se encuentra situada cerca del río Yangtsé, de las montañas Dabie y de la frontera con las provincias de Jiangxi y Hubei.